# Tuulijärvi, Lappland
Tuulijärvi är en sjö i Gällivare kommun i Lappland och ingår i Kalixälvens huvudavrinningsområde. Sjön har en area på 0,0934 kvadratkilometer och ligger 256 meter över havet.

## Delavrinningsområde
Tuulijärvi ingår i det delavrinningsområde (744172-176824) som SMHI kallar för Mynnar i Ängesån. Medelhöjden är 250 meter över havet och ytan är 65,96 kvadratkilometer. Det finns inga avrinningsområden uppströms utan avrinningsområdet är högsta punkten. Torasjoki som avvattnar avrinningsområdet har biflödesordning 4, vilket innebär att vattnet flödar genom totalt 4 vattendrag innan det når havet efter 158 kilometer. Avrinningsområdet består mestadels av skog (69 procent) och sankmarker (25 procent). Avrinningsområdet har 0,15 kvadratkilometer vattenytor vilket ger det en sjöprocent på 0,2 procent.